# Teodora del Carmen Vásquez
Teodora del Carmen Vásquez (* 1986) ist eine salvadorianische Bürgerrechtlerin, die sich gegen geschlechtsspezifische Gewalt an Frauen engagiert. Im Alter von 24 Jahren und hochschwanger im neunten Monat, erlitt sie eine Fehlgeburt bei der Arbeit, was zu ihrer Festnahme und Verurteilung führte. Sie ist Mitgründerin des Vereins Mujeres Libres de El Salvador (spanisch Freie Frauen von El Salvador).

## Leben
Del Carmen wurde in einer ländlichen Bauernfamilie im Departement Ahuachapán in El Salvador, nahe der Grenze zu Guatemala, geboren. Das Leben in dieser abgelegenen Region war von Armut und mangelndem Zugang zu grundlegender Versorgung geprägt. Bis zum Alter von 24 Jahren hatte sie nur vier Jahre lang die Schule besuchen können.

## Prägende Erfahrung
Vor ihrer Inhaftierung im Jahr 2007 arbeitete del Carmen in einem Schulimbiss in der Hauptstadt San Salvador, um finanzielle Unterstützung für ihren Sohn Ángel Gabriel und ihre Eltern zu leisten. 2007 war Vásquez im neuen Monat schwanger. Als drei Wochen vor dem errechneten Termin an ihrem Arbeitsplatz Wehen einsetzten, forderte sie mehrmals telefonisch einen Krankenwagen und die Polizei an. Dennoch war sie gezwungen, alleine zu gebären. Das Kind wurde tot geboren, Vásquez verlor viel Blut und wurde ohnmächtig. Noch am selben Tag wurde sie festgenommen und gefoltert. Adäquate medizinische Versorgung wurde ihr versagt. Es wurden weder Ermittlungen unternommen, noch Beweise vorgeführt. Ihr Telefon, welches als Beweis für ihre Hilferufe hätte herhalten können, wurde ihr abgenommen. Sie wurde wegen schweren Mordes zu 30 Jahren Haft verurteilt. 
Nach acht Tagen wurde sie von der Untersuchungshaft ins Gefängnis überführt. Sie verbrachte drei Monate allein in Dunkelhaft. Anschließend war sie mit 300 anderen Frauen in einer Zelle untergebracht. In Haft war sie Gewalt und Schikanen anderer Insassinnen ausgesetzt.
Während ihrer Haftzeit erkannte Vasquez die Notwendigkeit für ein Hilfsnetzwerk. Nachdem sie in ihrem bisherigen Leben nur vier Jahre zur Schule gegangen war, machte sie in Haft einen qualifizierten Schulabschluss, begann juristische Literatur zu lesen und erfragte die Bedürfnisse ihrer Leidensgenossinnen. Vásquez begann sich mit den Themen Gewalterfahrungen, Leben in einem patriarchalische System und sozialer Diskriminierung zu beschäftigen. 2007 gab es keine Organisation, die sich für diese Belange einsetzte.
Nach zehn Jahren und sieben Monaten wurde sie 2018 entlassen, dank massiver internationaler Proteste verschiedener Organisationen, die sich für ihre Freilassung eingesetzt haben. Vásquez wurde von ihrer Familie aufgenommen. Ihren bei der Inhaftierung vierjährigen Sohn, hatte sie während der Haftzeit viermal gesehen. Sie berichtet, dass er ihre Motivation war, durchzuhalten.

Infolge von Drohungen und Verfolgung durch Abtreibungsorganisationen, erhielt sie Asylangebote, um das Land zu verlassen, aber sie möchte gemeinsam mit anderen Frauen gegen die Ungerechtigkeit kämpfen. Nach der Entlassung begann sie zu studieren.

## Wirken
Del Carmen wurde international bekannt, nachdem sie wegen der Totgeburt ihres Kindes zu einer 30-jährigen Haftstrafe verurteilt wurde, ein Urteil, das stark kritisiert und als beispielhaft für die extremen Abtreibungsgesetze El Salvadors angeführt wurde. Während ihrer Haftzeit im Frauengefängnis Ilopango nutzte del Carmen ihr persönliches Schicksal als Ausgangsbasis für ihr Engagement und sie wurde zu einer Stimme für die Rechte der Frauen.
Nach ihrer Freilassung im Jahr 2018, die durch internationale Proteste und mangelnde Beweise erzwungen wurde, setzte sie ihren Kampf fort. 2018, im Jahr ihrer Entlassung, suchte Vásquez Mitstreiterinnen im ganzen Land. Mit 16 weiteren Frauen, die wegen geburtshilflicher Notfälle inhaftiert worden waren, gründete sie ein Frauenkollektiv, das 2022 zur rechtlich konstituierten Organisation Mujeres Libres de El Salvador wurde. Allein die Genehmigung dieser Organisation sieht Vásquez als Fortschritt in der gesellschaftlichen Entwicklung an.

## Auszeichnungen
2018 wurde Vásquez von der schwedischen Sektion von Amnesty International für den Per-Anger-Preis für Menschenrechte nominiert und ausgezeichnet. In der Begründung hieß es: „Teodora del Carmen Vásquez wird für ihren Kampf für das Recht der Frauen auf sexuelle und reproduktive Gesundheit in El Salvador ausgezeichnet […]. Sie hat einen persönlichen Schmerz in eine Kraft verwandelt, die vielen Mädchen und Frauen in ihrem Heimatland Halt und Hoffnung gibt. Den Kampf nach zehn Jahren Haft fortzusetzen, ist nicht nur außergewöhnlich, es erfordert auch großen Mut.“

## Film
Der Dokumentarfilm "Fly so Far" erzählt die Geschichte von Teodora del Carmen Vásquez und 16 weiteren Frauen, die wegen geburtshilflichen Notfällen inhaftiert waren. Sie schildern darin ihre Fälle und sprechen über sexuelle und reproduktive Rechte. Der Film wurde zunächst von der Regierung zensiert, durfte aber schließlich für Personen ab 18 Jahren gezeigt werden. Bis 2022 war der Film auf fast 60 Festivals gezeigt worden.